# Honolulu
Honolulu er den største by og hovedstad i den amerikanske stat Hawaii. Byen ligger på øen Oahu og har 350.964(2020) indbyggere. Navnet Honolulu betyder beskyttet bugt på hawaiiansk.

## Personer fra Honolulu
- Barack Obama (1961-), USA's præsident